# Verfassungsreferendum auf Sansibar 2010
Das Verfassungsreferendum auf Sansibar 2010 fand am 31. Juli 2010 statt und erbrachte gut 66 % Zustimmung für eine Ergänzung der Verfassung des Teilstaates Sansibar der Vereinigten Republik Tansania in Ostafrika. Sansibar hat eine eigene Regierung, ein Parlament, einen Präsidenten und sein höchstes Gericht untersteht nicht dem höchsten Gericht der Union Tansania.
Der so legitimierte Verfassungszusatz legt fest, dass es auf Sansibar zwei Vize-Präsidenten geben wird, von denen der erste immer der größten Oppositionspartei des Parlamentes angehören muss. Ministerämter werden zudem nun anteilig nach Anzahl der errungenen Parlamentssitze auf die Parteien verteilt, der bisherige Posten eines Chefministers abgeschafft. Die Summe dieser Maßnahmen schafft eine deutlich stärkere Teilung der Regierungsgewalt unter den beiden politischen Kräften, die die Insel dominieren. Den Abstimmungsberechtigten wurde die Frage vorgelegt: "Akzeptieren Sie die neuen Regierungsstrukturen nach der Parlamentswahl 2010?"

## Hintergrund und Reaktionen auf das Ergebnis
Seit Einführung des Mehrparteiensystems 1992 in Tansania und damit auch auf Sansibar war es immer wieder zu teils blutigen Auseinandersetzungen auf der Insel zwischen den beiden großen, rivalisierenden Parteien, der langjährigen Regierungspartei Tansanias Chama Cha Mapinduzi und die muslimisch-liberale Partei Civic United Front, die ihre Hochburgen auf Sansibar und der benachbarten Insel Pemba hat. Beide Parteien begrüßten die große Zustimmung zur Verfassungsergänzung ebenso wie Außenstehende, darunter auch die Europäische Union. Die Abstimmung verlief friedlich, im Vorfeld befürchtete Ausschreitungen blieben aus.

## Ergebnis
| Option             | Stimmen | Anteil  |
| ------------------ | ------- | ------- |
| Ja                 | 186 669 | 66,20 % |
| Nein               | 95 324  | 33,80 % |
| Stimmberechtigte   | 407 669 | 100 %   |
| Abgegebene Stimmen | 290 670 | 71,30 % |
| ungültige Stimmen  | 8 677   | 2,99 %  |
| Quelle:            |         |         |